# Mission to Please
Mission to Please è un album in studio del gruppo musicale The Isley Brothers, pubblicato nel 1996.

## Tracce
1. Floatin' On Your Love (featuring Angela Winbush) (Reggie Griffin, Ronald Isley, Angela Winbush) – 4:09
2. Whenever You're Ready (Griffin, Isley, Winbush) – 4:50
3. Let's Lay Together (R. Kelly) – 4:32
4. Tears (Babyface) – 4:45
5. Can I Have a Kiss (For Old Time's Sake)? (Kelly, Winbush) – 4:46
6. Mission to Please You (Isley, Kelly, Winbush) – 4:27
7. Holding Back the Years (Mick Hucknall, Neil Moss) – 5:30
8. Make Your Body Sing (Griffin, Isley, Winbush) – 4:06
9. Let's Get Intimate (Ernie Isley, R. Isley, Winbush) – 5:57
10. Slow Is the Way (Emanuel Officer, Keith Sweat) – 4:55